# Sauromalus klauberi
Sauromalus klauberi là một loài thằn lằn trong họ Iguanidae. Loài này được Shaw mô tả khoa học đầu tiên năm 1941.